# Jericho (gouvernement)
Het gouvernement Jericho, ook Jericho - Al Aghwar (Arabisch: محافظة أريحا, Arīḩā wa al Aghwār) is een van de zestien administratieve gouvernementen op de Westelijke Jordaanoever van Palestina. Het is gelegen in het oosten ervan langs de Jordaan, de grens met Jordanië. 
De hoofdstad van het gouvernement is Jericho. 
De bevolking van het gouvernement Jericho bedroeg in 2007 42.320 inwoners, hierbij zijn ook de ongeveer 6000 Palestijnse vluchtelingen gerekend die in vluchtelingenkampen wonen.

## Woonkernen

### Steden
- Jericho (18.346 inw.)

### Gemeenten
- al-Auja (4120 inw.)
- al-Jiftlik (3714 inw.)

### Dorpen
- Deir al Qilt
- Deir Hajla
- Ein al-Auja
- Ein ad Duyuk al Fauqa
- al-Fasa'il, ook Fasayil (1078 inw.)
- Marj al Ghazal
- Marj Na'ja
- An Nabi Musa
- an-Nuway'imah (1245 inw.)
- az-Zubaidat (1421 inw.)

### Vluchtelingenkampen
- Aqabat Jaber Camp (7176 inw.)
- Ein el-Sultan Camp (3160 inw.)

Westelijke Jordaanoever:
Bethlehem · Hebron · Jenin · Jeruzalem · Jericho · Nablus · Tubas · Tulkarm · Qalqilya · Ramallah & Al-Bireh · Salfit

Gazastrook:
Deir el-Balah · Gaza · Khan Yunis · Noord-Gaza · Rafah